# (1142) Aetolia
(1142) Aetolia es un asteroide perteneciente al cinturón de asteroides descubierto por Karl Wilhelm Reinmuth desde el observatorio de Heidelberg-Königstuhl, Alemania, el 24 de enero de 1930.

## Designación y nombre
Aetolia fue designado al principio como 1930 BC.
Más adelante se nombró por Etolia, una región de la antigua Grecia.

## Características orbitales
Aetolia orbita a una distancia media del Sol de 3,189 ua, pudiendo acercarse hasta 2,927 ua y alejarse hasta 3,45 ua. Su inclinación orbital es 2,108° y la excentricidad 0,08203. Emplea en completar una órbita alrededor del Sol 2080 días.